# طواف السعودية 2024
طواف السعودية 2024 هو سباق دراجات هوائية من فئة  2.1، وهو الموسم الرابع من طواف السعودية، وأقيم خلال الفترة من 30 يناير 2024، وحتى 3 فبراير 2024.
فاز بالمركز الأول سيمون ييتس، وفاز بالمركز الثاني وفي ترتيب النقاط للشباب William Junior Lecerf ‏، وفاز بالمركز الثالث Finn Fisher-Black ‏، وفاز في ترتيب النقاط تيم ميرلير، وفاز في ترتيب الفرق بورا–هانسغروه 2024 ‏.

## الفرق
| فرق عالمية (9)- Astana Qazaqstan Team - Bahrain Victorious - Bora-Hansgrohe - Cofidis - Movistar Team - Team Jayco AlUla - Team dsm-firmenich PostNL - Soudal Quick-Step - UAE Team Emirates فرق برو (5)- أوسكالتيل أوسكادي 2024 ‏ - Q36.5 Pro Cycling Team ‏ - TotalEnergies - سويس ريسينغ أكادمي 2024 ‏ - أونو-إكس موبيليتي ‏ فرق قارية (3)- JCL Team Ukyo ‏ - Roojai Insurance (cycling team) ‏ - تيرينجانو سايكلنج تيم ‏ فريق وطني- فريق السعودية لركوب الدراجات‏ |  |
| |  |

## المراحل
| قائمة المراحل | قائمة المراحل | قائمة المراحل                                       | قائمة المراحل | قائمة المراحل | قائمة المراحل | قائمة المراحل      | قائمة المراحل      |
| المرحلة       | التاريخ       | الدورة                                              |               | المسافة (كم)  | الارتفاع      | الفائز بالمرحلة    | القائد العام       |
| ------------- | ------------- | --------------------------------------------------- | ------------- | ------------- | ------------- | ------------------ | ------------------ |
| المرحلة 1     | 30 يناير      | Al Manshīyah ‏ – Al Manshīyah ‏                       | مرحلة مستوية  | 149٫1         | 686 م         | Casper van Uden ‏   | Casper van Uden ‏   |
| المرحلة 2     | 31 يناير      | Winter Park‏ – Sharaan Natural Reserve‏               | مرحلة التلال  | 199٫1         | 1٬359 م       | Søren Wærenskjold ‏ | Søren Wærenskjold ‏ |
| المرحلة 3     | 1 فبراير      | مطار الأمير عبد المجيد بن عبد العزيز الدولي – العلا | مرحلة مستوية  | 170٫6         | 953 م         | تيم ميرلير         | Casper van Uden ‏   |
| المرحلة 4     | 2 فبراير      | مدائن صالح – Maraya ‏                                | مرحلة التلال  | 142٫2         | 1٬023 م       | تيم ميرلير         | تيم ميرلير         |
| المرحلة 5     | 3 فبراير      | البلدة القديمة –                                    | مرحلة متوسطة  | 150٫2         | 1٬330 م       | سيمون ييتس         | سيمون ييتس         |

## النتيجة

### مرحلة 1
هي مرحلة مستوية، أقيمت في 30 يناير 2024، وامتدّت لمسافة 149.1 كيلومتر. فاز بالمركز الأول، وتصدر ترتيب النقاط وترتيب النقاط للشباب والترتيب العام في نهاية المرحلة Casper van Uden ‏، وتصدر ترتيب الفرق 2024 Q36.5 Pro Cycling Team ‏.
| التصنيف العام         | التصنيف العام      | التصنيف العام             | التصنيف العام | التصنيف العام |
| العداء                | العداء             | الفريق                    | الوقت         |               |
| --------------------- | ------------------ | ------------------------- | ------------- | ------------- |
| 1                     | Casper van Uden ‏   | Team dsm-firmenich PostNL | 3 س 18 د 45 ث |               |
| 2                     | ديلان جروينويغن    | Team Jayco AlUla          | + 4 ث         |               |
| 3                     | تيم ميرلير         | Soudal Quick-Step         | + 6 ث         |               |
| 4                     | Matteo Sobrero ‏    | بورا هانسغروه             | + 7 ث         |               |
| 5                     | فرد رايت           | Bahrain Victorious        | + 8 ث         |               |
| 6                     | Fredrik Dversnes ‏  | أونو اكس برو سايكلنج تيم ‏ | + 9 ث         |               |
| 7                     | Søren Wærenskjold ‏ | أونو اكس برو سايكلنج تيم ‏ | + 10 ث        |               |
| 8                     | Dušan Rajović ‏     | Bahrain Victorious        | + 10 ث        |               |
| 9                     | Arvid de Kleijn ‏   | سويس ريسينغ أكادمي ‏       | + 10 ث        |               |
| 10                    | ماتيو مالوسيلي     | JCL Team Ukyo ‏            | + 10 ث        |               |
|                       |                    |                           |               |               |
| مصدر: ProCyclingStats |                    |                           |               |               |

### مرحلة 2
هي مرحلة جبلية، أقيمت في 31 يناير 2024، وامتدّت لمسافة 199.1 كيلومتر. فاز بالمركز الأول، وتصدر الترتيب العام في نهاية المرحلة وترتيب النقاط وترتيب النقاط للشباب Søren Wærenskjold ‏، وتصدر ترتيب الفرق 2024 Uno-X Mobility ‏.
| التصنيف العام         | التصنيف العام               | التصنيف العام             | التصنيف العام | التصنيف العام |
| العداء                | العداء                      | الفريق                    | الوقت         |               |
| --------------------- | --------------------------- | ------------------------- | ------------- | ------------- |
| 1                     | Søren Wærenskjold ‏          | أونو اكس برو سايكلنج تيم ‏ | 8 س 00 د 49 ث |               |
| 2                     | Casper van Uden ‏            | Team dsm-firmenich PostNL | + 0 ث         |               |
| 3                     | هنوك مولوبرهان ‏             | Astana Qazaqstan Team     | + 4 ث         |               |
| 4                     | Nils Eekhoff ‏               | Team dsm-firmenich PostNL | + 6 ث         |               |
| 5                     | تيم ميرلير                  | Soudal Quick-Step         | + 8 ث         |               |
| 6                     | Matteo Sobrero ‏             | بورا هانسغروه             | + 9 ث         |               |
| 7                     | Xabier Azparren ‏            | Q36.5 Pro Cycling Team ‏   | + 9 ث         |               |
| 8                     | بريان كوكار                 | Cofidis                   | + 10 ث        |               |
| 9                     | ريك بلومرز ‏                 | سويس ريسينغ أكادمي ‏       | + 10 ث        |               |
| 10                    | Anders Halland Johannessen ‏ | أونو اكس برو سايكلنج تيم ‏ | + 10 ث        |               |
|                       |                             |                           |               |               |
| مصدر: ProCyclingStats |                             |                           |               |               |

### مرحلة 3
هي مرحلة مستوية، أقيمت في 1 فبراير 2024، وامتدّت لمسافة 170.6 كيلومتر. فاز بالمركز الأول تيم ميرلير، وتصدر الترتيب العام في نهاية المرحلة وترتيب النقاط وترتيب النقاط للشباب Casper van Uden ‏، وتصدر ترتيب الفرق 2024 Soudal–Quick-Step season ‏.
| التصنيف العام         | التصنيف العام      | التصنيف العام             | التصنيف العام  | التصنيف العام |
| العداء                | العداء             | الفريق                    | الوقت          |               |
| --------------------- | ------------------ | ------------------------- | -------------- | ------------- |
| 1                     | Casper van Uden ‏   | Team dsm-firmenich PostNL | 12 س 00 د 37 ث |               |
| 2                     | تيم ميرلير         | Soudal Quick-Step         | + 2 ث          |               |
| 3                     | Matteo Sobrero ‏    | بورا هانسغروه             | + 10 ث         |               |
| 4                     | Nils Eekhoff ‏      | Team dsm-firmenich PostNL | + 10 ث         |               |
| 5                     | بريان كوكار        | Cofidis                   | + 12 ث         |               |
| 6                     | ريك بلومرز ‏        | سويس ريسينغ أكادمي ‏       | + 14 ث         |               |
| 7                     | فرد رايت           | Bahrain Victorious        | + 14 ث         |               |
| 8                     | Finn Fisher-Black ‏ | فريق الإمارات             | + 15 ث         |               |
| 9                     | مرحاوي قدس         | تيرينجانو سايكلنج تيم ‏    | + 16 ث         |               |
| 10                    | جيانلوكا برامبيلا  | Q36.5 Pro Cycling Team ‏   | + 16 ث         |               |
|                       |                    |                           |                |               |
| مصدر: ProCyclingStats |                    |                           |                |               |

### مرحلة 4
هي مرحلة جبلية، أقيمت في 2 فبراير 2024، وامتدّت لمسافة 142.2 كيلومتر. فاز بالمركز الأول، وتصدر الترتيب العام في نهاية المرحلة وترتيب النقاط تيم ميرلير، وتصدر ترتيب النقاط للشباب Casper van Uden ‏، وتصدر ترتيب الفرق 2024 Team Jayco–AlUla (men's team) season ‏.
| التصنيف العام         | التصنيف العام      | التصنيف العام             | التصنيف العام  | التصنيف العام |
| العداء                | العداء             | الفريق                    | الوقت          |               |
| --------------------- | ------------------ | ------------------------- | -------------- | ------------- |
| 1                     | تيم ميرلير         | Soudal Quick-Step         | 15 س 12 د 12 ث |               |
| 2                     | Casper van Uden ‏   | Team dsm-firmenich PostNL | + 4 ث          |               |
| 3                     | بريان كوكار        | Cofidis                   | + 14 ث         |               |
| 4                     | Matteo Sobrero ‏    | بورا هانسغروه             | + 21 ث         |               |
| 5                     | ريك بلومرز ‏        | سويس ريسينغ أكادمي ‏       | + 22 ث         |               |
| 6                     | لوكا ميزجيك        | Team Jayco AlUla          | + 24 ث         |               |
| 7                     | Finn Fisher-Black ‏ | فريق الإمارات             | + 26 ث         |               |
| 8                     | مرحاوي قدس         | تيرينجانو سايكلنج تيم ‏    | + 27 ث         |               |
| 9                     | جيانلوكا برامبيلا  | Q36.5 Pro Cycling Team ‏   | + 27 ث         |               |
| 10                    | دافيد فورمولو      | موفيستار                  | + 27 ث         |               |
|                       |                    |                           |                |               |
| مصدر: ProCyclingStats |                    |                           |                |               |

### مرحلة 5
هي مرحلة جبلية متوسطة، أقيمت في 3 فبراير 2024، وامتدّت لمسافة 150.2 كيلومتر. فاز بالمركز الأول، وتصدر الترتيب العام في نهاية المرحلة سيمون ييتس، وتصدر ترتيب الفرق بورا–هانسغروه 2024 ‏، وتصدر ترتيب النقاط للشباب William Junior Lecerf ‏، وتصدر ترتيب النقاط تيم ميرلير.

## المشاركون
| Movistar Team MOV | Movistar Team MOV  | Movistar Team MOV |
| ----------------- | ------------------ | ----------------- |
| م                 | عداء               | مرتبة             |
| 1                 | دافيد فورمولو      | 6                 |
| 2                 | Carlos Canal ‏      | 40                |
| 3                 | دافيد سيمولاي      | 58                |
| 4                 | جون جاكوبس         | 35                |
| 5                 | Mathias Norsgaard ‏ | 39                |
| 6                 | Lorenzo Milesi ‏    | لم يكمل السباق-5  |
| 7                 | Iván Romeo ‏        | 9                 |

| UAE Team Emirates UAD | UAE Team Emirates UAD | UAE Team Emirates UAD |
| --------------------- | --------------------- | --------------------- |
| م                     | عداء                  | مرتبة                 |
| 11                    | رافال مايكا           | 18                    |
| 12                    | إيفو أوليفيرا         | 84                    |
| 13                    | روي أوليفيرا          | 20                    |
| 14                    | Finn Fisher-Black ‏    | 3                     |
| 15                    | فيجارد ستيك لاينجن    | 79                    |
| 16                    | خوان سباستيان مولانو  | لم يبدأ-5             |
| 17                    | مايكل فينك ‏           | لم يكمل السباق-4      |

| Bahrain Victorious TBV | Bahrain Victorious TBV | Bahrain Victorious TBV |
| ---------------------- | ---------------------- | ---------------------- |
| م                      | عداء                   | مرتبة                  |
| 21                     | فرد رايت               | 14                     |
| 22                     | أندريا باسكولون        | 72                     |
| 23                     | Ahmed Madan (cyclist) ‏ | 113                    |
| 24                     | Finlay Pickering ‏      | 60                     |
| 25                     | Dušan Rajović ‏         | 59                     |
| 26                     | جاشا سوتيرلين          | 36                     |
| 27                     | Edoardo Zambanini ‏     | 26                     |

| Team Jayco AlUla JAY | Team Jayco AlUla JAY           | Team Jayco AlUla JAY |
| -------------------- | ------------------------------ | -------------------- |
| م                    | عداء                           | مرتبة                |
| 31                   | سيمون ييتس                     | 1                    |
| 32                   | ديلان جروينويغن                | لم يبدأ-4            |
| 33                   | أليساندرو دي مارشي             | 101                  |
| 34                   | لوكاس هاميلتون                 | 52                   |
| 35                   | لوكا ميزجيك                    | 33                   |
| 36                   | Jan Maas (cyclist, born 1996) ‏ | 54                   |
| 37                   | Elmar Reinders ‏                | 30                   |

| أونو-إكس موبيليتي ‏ UXM | أونو-إكس موبيليتي ‏ UXM      | أونو-إكس موبيليتي ‏ UXM |
| ---------------------- | --------------------------- | ---------------------- |
| م                      | عداء                        | مرتبة                  |
| 41                     | Søren Wærenskjold ‏          | 53                     |
| 42                     | Anders Halland Johannessen ‏ | 19                     |
| 43                     | Louis Bendixen ‏             | 91                     |
| 44                     | Erlend Blikra ‏              | 87                     |
| 45                     | Fredrik Dversnes ‏           | 21                     |
| 46                     | Erik Resell ‏                | 47                     |
| 47                     | Henrik Pedersen (cyclist) ‏  | 42                     |

| Cofidis COF | Cofidis COF           | Cofidis COF |
| ----------- | --------------------- | ----------- |
| م           | عداء                  | مرتبة       |
| 51          | بريان كوكار           | 7           |
| 52          | Nicolas Debeaumarché ‏ | 74          |
| 53          | ايمي دي جندت          | 55          |
| 54          | بن هيرمانز            | 29          |
| 55          | Jonathan Lastra ‏      | 12          |
| 56          | Nolann Mahoudo ‏       | 65          |
| 57          | Ludovic Robeet ‏       | 97          |

| Team dsm-firmenich PostNL DFP | Team dsm-firmenich PostNL DFP | Team dsm-firmenich PostNL DFP |
| ----------------------------- | ----------------------------- | ----------------------------- |
| م                             | عداء                          | مرتبة                         |
| 61                            | جون ديجينكولب                 | 49                            |
| 62                            | Nils Eekhoff ‏                 | لم يبدأ-5                     |
| 63                            | Enzo Leijnse ‏                 | 92                            |
| 64                            | Niklas Märkl ‏                 | لم يكمل السباق-4              |
| 65                            | Tim Naberman ‏                 | 89                            |
| 66                            | Casper van Uden ‏              | 17                            |
| 67                            | Bram Welten ‏                  | لم يكمل السباق-5              |

| Astana Qazaqstan Team AST | Astana Qazaqstan Team AST | Astana Qazaqstan Team AST |
| ------------------------- | ------------------------- | ------------------------- |
| م                         | عداء                      | مرتبة                     |
| 71                        | هنوك مولوبرهان ‏           | لم يكمل السباق-4          |
| 72                        | Gleb Syritsa ‏             | 85                        |
| 73                        | Igor Chzhan ‏              | 80                        |
| 74                        | Anton Kuzmin ‏             | 64                        |
| 75                        | Daniil Marukhin ‏          | 76                        |
| 76                        | Nicolas Vinokurov ‏        | 71                        |
| 77                        | Alessandro Romele ‏        |                           |

| Bora-Hansgrohe BOH | Bora-Hansgrohe BOH | Bora-Hansgrohe BOH |
| ------------------ | ------------------ | ------------------ |
| م                  | عداء               | مرتبة              |
| 81                 | ماكسيميليان شاخمان | 25                 |
| 82                 | تشيزاري بينديتي    | 51                 |
| 83                 | Nico Denz ‏         | 15                 |
| 84                 | يوناس كوخ          | 11                 |
| 85                 | Matteo Sobrero ‏    | 4                  |

| Soudal Quick-Step SOQ | Soudal Quick-Step SOQ  | Soudal Quick-Step SOQ |
| --------------------- | ---------------------- | --------------------- |
| م                     | عداء                   | مرتبة                 |
| 91                    | تيم ميرلير             | 41                    |
| 92                    | Ayco Bastiaens ‏        | 77                    |
| 93                    | William Junior Lecerf ‏ | 2                     |
| 94                    | Bert Van Lerberghe ‏    | 67                    |
| 95                    | Warre Vangheluwe ‏      | لم يبدأ-5             |
| 96                    | Jordi Warlop ‏          | 48                    |
| 97                    | Martin Svrček ‏         | 66                    |

| TotalEnergies TEN | TotalEnergies TEN  | TotalEnergies TEN |
| ----------------- | ------------------ | ----------------- |
| م                 | عداء               | مرتبة             |
| 101               | بيير لاتور         | 50                |
| 102               | Fabien Doubey ‏     | 27                |
| 103               | Emilien Jeannière ‏ | 81                |
| 104               | Paul Ourselin ‏     | 57                |
| 105               | جوليان سيمون       | 38                |
| 106               | Jason Tesson ‏      | 103               |
| 107               | دريس فان جيستل     | 34                |

| أوسكالتيل أوسكادي ‏ EUS | أوسكالتيل أوسكادي ‏ EUS    | أوسكالتيل أوسكادي ‏ EUS |
| ---------------------- | ------------------------- | ---------------------- |
| م                      | عداء                      | مرتبة                  |
| 111                    | Andoni López de Abetxuko ‏ | 44                     |
| 112                    | Gotzon Martín ‏            | 22                     |
| 113                    | Xabier Berasategi ‏        | 63                     |
| 114                    | Iker Bonillo ‏             | 90                     |
| 115                    | Enekoitz Azparren ‏        | 24                     |
| 116                    | لويس أنخيل ماتي           | 13                     |
| 117                    | Unai Zubeldia ‏            | 100                    |

| Q36.5 Pro Cycling Team ‏ Q36 | Q36.5 Pro Cycling Team ‏ Q36 | Q36.5 Pro Cycling Team ‏ Q36 |
| --------------------------- | --------------------------- | --------------------------- |
| م                           | عداء                        | مرتبة                       |
| 121                         | جيانلوكا برامبيلا           | 5                           |
| 122                         | Fabio Christen ‏             | 62                          |
| 123                         | توبياس لودفيجسون            | 16                          |
| 124                         | ماتيو موشيتي                | 73                          |
| 125                         | Joey Rosskopf ‏              | 43                          |
| 126                         | Xabier Azparren ‏            | 70                          |
| 127                         | Filippo Conca ‏              | 69                          |

| سويس ريسينغ أكادمي ‏ TUD | سويس ريسينغ أكادمي ‏ TUD   | سويس ريسينغ أكادمي ‏ TUD |
| ----------------------- | ------------------------- | ----------------------- |
| م                       | عداء                      | مرتبة                   |
| 131                     | Arvid de Kleijn ‏          | 82                      |
| 132                     | Sebastian Kolze Changizi ‏ | 78                      |
| 133                     | Simon Pellaud ‏            | 61                      |
| 134                     | ريك بلومرز ‏               | 8                       |
| 135                     | Roland Thalmann ‏          | 32                      |
| 136                     | Luc Wirtgen ‏              | 37                      |
| 137                     | Maikel Zijlaard ‏          | 88                      |

| تيرينجانو سايكلنج تيم ‏ TSG | تيرينجانو سايكلنج تيم ‏ TSG    | تيرينجانو سايكلنج تيم ‏ TSG |
| -------------------------- | ----------------------------- | -------------------------- |
| م                          | عداء                          | مرتبة                      |
| 141                        | مرحاوي قدس                    | 10                         |
| 142                        | Wan Abdul Rahman Hamdan ‏      | 96                         |
| 143                        | Irwandie Lakasek ‏             | 102                        |
| 144                        | Nur Amirul Fakhruddin Mazuki ‏ | 105                        |
| 145                        | Zuladri Amin Zulkurnain‏       | 104                        |
| 146                        | Andreas Miltiadis ‏            | 75                         |
| 147                        | Aiman Cahyadi ‏                | 68                         |

| Roojai Insurance (cycling team) ‏ ROI | Roojai Insurance (cycling team) ‏ ROI | Roojai Insurance (cycling team) ‏ ROI |
| ------------------------------------ | ------------------------------------ | ------------------------------------ |
| م                                    | عداء                                 | مرتبة                                |
| 151                                  | Tegshbayar Batsaikhan ‏               | 94                                   |
| 152                                  | Carter Bettles ‏                      | 31                                   |
| 153                                  | Phuridet Inthapiw‏                    | 111                                  |
| 154                                  | Peerapong Ladngern‏                   | لم يكمل السباق-3                     |
| 155                                  | Arttasorn Pansaard‏                   | 106                                  |
| 156                                  | Polychronis Tzortzakis ‏              | 109                                  |
| 157                                  | Thanachat Yatan‏                      | 107                                  |

| JCL Team Ukyo ‏ JCL | JCL Team Ukyo ‏ JCL         | JCL Team Ukyo ‏ JCL |
| ------------------ | -------------------------- | ------------------ |
| م                  | عداء                       | مرتبة              |
| 161                | ناثان ايرل                 | 86                 |
| 162                | Yūma Koishi ‏               | 98                 |
| 163                | Masaki Yamamoto (cyclist) ‏ | 83                 |
| 164                | Atsushi Oka ‏               | 45                 |
| 165                | جيوفاني كاربوني            | 28                 |
| 166                | ماتيو مالوسيلي             | 46                 |
| 167                | توماس بسنتي ‏               | 23                 |

| فريق السعودية لركوب الدراجات‏ KSA | فريق السعودية لركوب الدراجات‏ KSA  | فريق السعودية لركوب الدراجات‏ KSA |
| -------------------------------- | --------------------------------- | -------------------------------- |
| م                                | عداء                              | مرتبة                            |
| 171                              | Hassan Aljumah‏                    | 93                               |
| 172                              | Hassan Al Ibrahim‏                 | 95                               |
| 173                              | Azzam Alabdulmunim‏                | 99                               |
| 174                              | Ali Al Shaikhahmed‏                | 110                              |
| 175                              | Ali al Sulaymi‏                    | 112                              |
| 176                              | Ahmed Abdulaziz Mohammed Alomrani‏ | 114                              |
| 177                              | Alhur Alkulaif‏                    | 108                              |

| Movistar Team MOV | Movistar Team MOV  | Movistar Team MOV |
| ----------------- | ------------------ | ----------------- |
| م                 | عداء               | مرتبة             |
| 1                 | دافيد فورمولو      | 6                 |
| 2                 | Carlos Canal ‏      | 40                |
| 3                 | دافيد سيمولاي      | 58                |
| 4                 | جون جاكوبس         | 35                |
| 5                 | Mathias Norsgaard ‏ | 39                |
| 6                 | Lorenzo Milesi ‏    | لم يكمل السباق-5  |
| 7                 | Iván Romeo ‏        | 9                 |

| UAE Team Emirates UAD | UAE Team Emirates UAD | UAE Team Emirates UAD |
| --------------------- | --------------------- | --------------------- |
| م                     | عداء                  | مرتبة                 |
| 11                    | رافال مايكا           | 18                    |
| 12                    | إيفو أوليفيرا         | 84                    |
| 13                    | روي أوليفيرا          | 20                    |
| 14                    | Finn Fisher-Black ‏    | 3                     |
| 15                    | فيجارد ستيك لاينجن    | 79                    |
| 16                    | خوان سباستيان مولانو  | لم يبدأ-5             |
| 17                    | مايكل فينك ‏           | لم يكمل السباق-4      |

| Bahrain Victorious TBV | Bahrain Victorious TBV | Bahrain Victorious TBV |
| ---------------------- | ---------------------- | ---------------------- |
| م                      | عداء                   | مرتبة                  |
| 21                     | فرد رايت               | 14                     |
| 22                     | أندريا باسكولون        | 72                     |
| 23                     | Ahmed Madan (cyclist) ‏ | 113                    |
| 24                     | Finlay Pickering ‏      | 60                     |
| 25                     | Dušan Rajović ‏         | 59                     |
| 26                     | جاشا سوتيرلين          | 36                     |
| 27                     | Edoardo Zambanini ‏     | 26                     |

| Team Jayco AlUla JAY | Team Jayco AlUla JAY           | Team Jayco AlUla JAY |
| -------------------- | ------------------------------ | -------------------- |
| م                    | عداء                           | مرتبة                |
| 31                   | سيمون ييتس                     | 1                    |
| 32                   | ديلان جروينويغن                | لم يبدأ-4            |
| 33                   | أليساندرو دي مارشي             | 101                  |
| 34                   | لوكاس هاميلتون                 | 52                   |
| 35                   | لوكا ميزجيك                    | 33                   |
| 36                   | Jan Maas (cyclist, born 1996) ‏ | 54                   |
| 37                   | Elmar Reinders ‏                | 30                   |

| أونو-إكس موبيليتي ‏ UXM | أونو-إكس موبيليتي ‏ UXM      | أونو-إكس موبيليتي ‏ UXM |
| ---------------------- | --------------------------- | ---------------------- |
| م                      | عداء                        | مرتبة                  |
| 41                     | Søren Wærenskjold ‏          | 53                     |
| 42                     | Anders Halland Johannessen ‏ | 19                     |
| 43                     | Louis Bendixen ‏             | 91                     |
| 44                     | Erlend Blikra ‏              | 87                     |
| 45                     | Fredrik Dversnes ‏           | 21                     |
| 46                     | Erik Resell ‏                | 47                     |
| 47                     | Henrik Pedersen (cyclist) ‏  | 42                     |

| Cofidis COF | Cofidis COF           | Cofidis COF |
| ----------- | --------------------- | ----------- |
| م           | عداء                  | مرتبة       |
| 51          | بريان كوكار           | 7           |
| 52          | Nicolas Debeaumarché ‏ | 74          |
| 53          | ايمي دي جندت          | 55          |
| 54          | بن هيرمانز            | 29          |
| 55          | Jonathan Lastra ‏      | 12          |
| 56          | Nolann Mahoudo ‏       | 65          |
| 57          | Ludovic Robeet ‏       | 97          |

| Team dsm-firmenich PostNL DFP | Team dsm-firmenich PostNL DFP | Team dsm-firmenich PostNL DFP |
| ----------------------------- | ----------------------------- | ----------------------------- |
| م                             | عداء                          | مرتبة                         |
| 61                            | جون ديجينكولب                 | 49                            |
| 62                            | Nils Eekhoff ‏                 | لم يبدأ-5                     |
| 63                            | Enzo Leijnse ‏                 | 92                            |
| 64                            | Niklas Märkl ‏                 | لم يكمل السباق-4              |
| 65                            | Tim Naberman ‏                 | 89                            |
| 66                            | Casper van Uden ‏              | 17                            |
| 67                            | Bram Welten ‏                  | لم يكمل السباق-5              |

| Astana Qazaqstan Team AST | Astana Qazaqstan Team AST | Astana Qazaqstan Team AST |
| ------------------------- | ------------------------- | ------------------------- |
| م                         | عداء                      | مرتبة                     |
| 71                        | هنوك مولوبرهان ‏           | لم يكمل السباق-4          |
| 72                        | Gleb Syritsa ‏             | 85                        |
| 73                        | Igor Chzhan ‏              | 80                        |
| 74                        | Anton Kuzmin ‏             | 64                        |
| 75                        | Daniil Marukhin ‏          | 76                        |
| 76                        | Nicolas Vinokurov ‏        | 71                        |
| 77                        | Alessandro Romele ‏        |                           |

| Bora-Hansgrohe BOH | Bora-Hansgrohe BOH | Bora-Hansgrohe BOH |
| ------------------ | ------------------ | ------------------ |
| م                  | عداء               | مرتبة              |
| 81                 | ماكسيميليان شاخمان | 25                 |
| 82                 | تشيزاري بينديتي    | 51                 |
| 83                 | Nico Denz ‏         | 15                 |
| 84                 | يوناس كوخ          | 11                 |
| 85                 | Matteo Sobrero ‏    | 4                  |

| Soudal Quick-Step SOQ | Soudal Quick-Step SOQ  | Soudal Quick-Step SOQ |
| --------------------- | ---------------------- | --------------------- |
| م                     | عداء                   | مرتبة                 |
| 91                    | تيم ميرلير             | 41                    |
| 92                    | Ayco Bastiaens ‏        | 77                    |
| 93                    | William Junior Lecerf ‏ | 2                     |
| 94                    | Bert Van Lerberghe ‏    | 67                    |
| 95                    | Warre Vangheluwe ‏      | لم يبدأ-5             |
| 96                    | Jordi Warlop ‏          | 48                    |
| 97                    | Martin Svrček ‏         | 66                    |

| TotalEnergies TEN | TotalEnergies TEN  | TotalEnergies TEN |
| ----------------- | ------------------ | ----------------- |
| م                 | عداء               | مرتبة             |
| 101               | بيير لاتور         | 50                |
| 102               | Fabien Doubey ‏     | 27                |
| 103               | Emilien Jeannière ‏ | 81                |
| 104               | Paul Ourselin ‏     | 57                |
| 105               | جوليان سيمون       | 38                |
| 106               | Jason Tesson ‏      | 103               |
| 107               | دريس فان جيستل     | 34                |

| أوسكالتيل أوسكادي ‏ EUS | أوسكالتيل أوسكادي ‏ EUS    | أوسكالتيل أوسكادي ‏ EUS |
| ---------------------- | ------------------------- | ---------------------- |
| م                      | عداء                      | مرتبة                  |
| 111                    | Andoni López de Abetxuko ‏ | 44                     |
| 112                    | Gotzon Martín ‏            | 22                     |
| 113                    | Xabier Berasategi ‏        | 63                     |
| 114                    | Iker Bonillo ‏             | 90                     |
| 115                    | Enekoitz Azparren ‏        | 24                     |
| 116                    | لويس أنخيل ماتي           | 13                     |
| 117                    | Unai Zubeldia ‏            | 100                    |

| Q36.5 Pro Cycling Team ‏ Q36 | Q36.5 Pro Cycling Team ‏ Q36 | Q36.5 Pro Cycling Team ‏ Q36 |
| --------------------------- | --------------------------- | --------------------------- |
| م                           | عداء                        | مرتبة                       |
| 121                         | جيانلوكا برامبيلا           | 5                           |
| 122                         | Fabio Christen ‏             | 62                          |
| 123                         | توبياس لودفيجسون            | 16                          |
| 124                         | ماتيو موشيتي                | 73                          |
| 125                         | Joey Rosskopf ‏              | 43                          |
| 126                         | Xabier Azparren ‏            | 70                          |
| 127                         | Filippo Conca ‏              | 69                          |

| سويس ريسينغ أكادمي ‏ TUD | سويس ريسينغ أكادمي ‏ TUD   | سويس ريسينغ أكادمي ‏ TUD |
| ----------------------- | ------------------------- | ----------------------- |
| م                       | عداء                      | مرتبة                   |
| 131                     | Arvid de Kleijn ‏          | 82                      |
| 132                     | Sebastian Kolze Changizi ‏ | 78                      |
| 133                     | Simon Pellaud ‏            | 61                      |
| 134                     | ريك بلومرز ‏               | 8                       |
| 135                     | Roland Thalmann ‏          | 32                      |
| 136                     | Luc Wirtgen ‏              | 37                      |
| 137                     | Maikel Zijlaard ‏          | 88                      |

| تيرينجانو سايكلنج تيم ‏ TSG | تيرينجانو سايكلنج تيم ‏ TSG    | تيرينجانو سايكلنج تيم ‏ TSG |
| -------------------------- | ----------------------------- | -------------------------- |
| م                          | عداء                          | مرتبة                      |
| 141                        | مرحاوي قدس                    | 10                         |
| 142                        | Wan Abdul Rahman Hamdan ‏      | 96                         |
| 143                        | Irwandie Lakasek ‏             | 102                        |
| 144                        | Nur Amirul Fakhruddin Mazuki ‏ | 105                        |
| 145                        | Zuladri Amin Zulkurnain‏       | 104                        |
| 146                        | Andreas Miltiadis ‏            | 75                         |
| 147                        | Aiman Cahyadi ‏                | 68                         |

| Roojai Insurance (cycling team) ‏ ROI | Roojai Insurance (cycling team) ‏ ROI | Roojai Insurance (cycling team) ‏ ROI |
| ------------------------------------ | ------------------------------------ | ------------------------------------ |
| م                                    | عداء                                 | مرتبة                                |
| 151                                  | Tegshbayar Batsaikhan ‏               | 94                                   |
| 152                                  | Carter Bettles ‏                      | 31                                   |
| 153                                  | Phuridet Inthapiw‏                    | 111                                  |
| 154                                  | Peerapong Ladngern‏                   | لم يكمل السباق-3                     |
| 155                                  | Arttasorn Pansaard‏                   | 106                                  |
| 156                                  | Polychronis Tzortzakis ‏              | 109                                  |
| 157                                  | Thanachat Yatan‏                      | 107                                  |

| JCL Team Ukyo ‏ JCL | JCL Team Ukyo ‏ JCL         | JCL Team Ukyo ‏ JCL |
| ------------------ | -------------------------- | ------------------ |
| م                  | عداء                       | مرتبة              |
| 161                | ناثان ايرل                 | 86                 |
| 162                | Yūma Koishi ‏               | 98                 |
| 163                | Masaki Yamamoto (cyclist) ‏ | 83                 |
| 164                | Atsushi Oka ‏               | 45                 |
| 165                | جيوفاني كاربوني            | 28                 |
| 166                | ماتيو مالوسيلي             | 46                 |
| 167                | توماس بسنتي ‏               | 23                 |

| فريق السعودية لركوب الدراجات‏ KSA | فريق السعودية لركوب الدراجات‏ KSA  | فريق السعودية لركوب الدراجات‏ KSA |
| -------------------------------- | --------------------------------- | -------------------------------- |
| م                                | عداء                              | مرتبة                            |
| 171                              | Hassan Aljumah‏                    | 93                               |
| 172                              | Hassan Al Ibrahim‏                 | 95                               |
| 173                              | Azzam Alabdulmunim‏                | 99                               |
| 174                              | Ali Al Shaikhahmed‏                | 110                              |
| 175                              | Ali al Sulaymi‏                    | 112                              |
| 176                              | Ahmed Abdulaziz Mohammed Alomrani‏ | 114                              |
| 177                              | Alhur Alkulaif‏                    | 108                              |

## التصنيف العام النهائي
| التصنيف العام         | التصنيف العام          | التصنيف العام           | التصنيف العام  | التصنيف العام |
| العداء                | العداء                 | الفريق                  | الوقت          |               |
| --------------------- | ---------------------- | ----------------------- | -------------- | ------------- |
| 1                     | سيمون ييتس             | Team Jayco AlUla        | 18 س 37 د 05 ث |               |
| 2                     | William Junior Lecerf ‏ | Soudal Quick-Step       | + 3 ث          |               |
| 3                     | Finn Fisher-Black ‏     | فريق الإمارات           | + 3 ث          |               |
| 4                     | Matteo Sobrero ‏        | بورا هانسغروه           | + 12 ث         |               |
| 5                     | جيانلوكا برامبيلا      | Q36.5 Pro Cycling Team ‏ | + 18 ث         |               |
| 6                     | دافيد فورمولو          | موفيستار                | + 22 ث         |               |
| 7                     | بريان كوكار            | Cofidis                 | + 32 ث         |               |
| 8                     | ريك بلومرز ‏            | سويس ريسينغ أكادمي ‏     | + 40 ث         |               |
| 9                     | Iván Romeo ‏            | موفيستار                | + 40 ث         |               |
| 10                    | مرحاوي قدس             | تيرينجانو سايكلنج تيم ‏  | + 45 ث         |               |
|                       |                        |                         |                |               |
| مصدر: ProCyclingStats |                        |                         |                |               |

### تصنيف النقاط
| تصنيف النقاط          | تصنيف النقاط           | تصنيف النقاط              | تصنيف النقاط | تصنيف النقاط |
| العداء                | العداء                 | الفريق                    | النقاط       |              |
| --------------------- | ---------------------- | ------------------------- | ------------ | ------------ |
| 1                     | تيم ميرلير             | Soudal Quick-Step         | 39 نقطة      |              |
| 2                     | Casper van Uden ‏       | Team dsm-firmenich PostNL | 39 نقطة      |              |
| 3                     | Søren Wærenskjold ‏     | أونو اكس برو سايكلنج تيم ‏ | 25 نقطة      |              |
| 4                     | بريان كوكار            | Cofidis                   | 22 نقطة      |              |
| 5                     | Arvid de Kleijn ‏       | سويس ريسينغ أكادمي ‏       | 17 نقطة      |              |
| 6                     | سيمون ييتس             | Team Jayco AlUla          | 15 نقطة      |              |
| 7                     | لوكا ميزجيك            | Team Jayco AlUla          | 13 نقطة      |              |
| 8                     | William Junior Lecerf ‏ | Soudal Quick-Step         | 12 نقطة      |              |
| 9                     | ريك بلومرز ‏            | سويس ريسينغ أكادمي ‏       | 11 نقطة      |              |
| 10                    | Dušan Rajović ‏         | Bahrain Victorious        | 11 نقطة      |              |
|                       |                        |                           |              |              |
| مصدر: ProCyclingStats |                        |                           |              |              |

## تصنيف الفرق

### الفرق حسب الوقت
| تصنيف الفرق حسب الوقت | تصنيف الفرق حسب الوقت   | تصنيف الفرق حسب الوقت | تصنيف الفرق حسب الوقت |
| الفريق                | الفريق                  | الوقت                 |                       |
| --------------------- | ----------------------- | --------------------- | --------------------- |
| 1                     | Bora-Hansgrohe          | 55 س 53 د 03 ث        |                       |
| 2                     | UAE Team Emirates       | + 25 ث                |                       |
| 3                     | Team Jayco AlUla        | + 46 ث                |                       |
| 4                     | Q36.5 Pro Cycling Team ‏ | + 52 ث                |                       |
| 5                     | Cofidis                 | + 1 د 38 ث            |                       |
|                       |                         |                       |                       |
| مصدر: ProCyclingStats |                         |                       |                       |

## تصانيف فرعية

### تصنيف أفضل شاب
| تصنيف أفضل شاب        | تصنيف أفضل شاب              | تصنيف أفضل شاب            | تصنيف أفضل شاب | تصنيف أفضل شاب |
| العداء                | العداء                      | الفريق                    | الوقت          |                |
| --------------------- | --------------------------- | ------------------------- | -------------- | -------------- |
| 1                     | William Junior Lecerf ‏      | Soudal Quick-Step         | 18 س 37 د 08 ث |                |
| 2                     | Finn Fisher-Black ‏          | فريق الإمارات             | + 0 ث          |                |
| 3                     | ريك بلومرز ‏                 | سويس ريسينغ أكادمي ‏       | + 37 ث         |                |
| 4                     | Iván Romeo ‏                 | موفيستار                  | + 37 ث         |                |
| 5                     | فرد رايت                    | Bahrain Victorious        | + 49 ث         |                |
| 6                     | Casper van Uden ‏            | Team dsm-firmenich PostNL | + 1 د 11 ث     |                |
| 7                     | Anders Halland Johannessen ‏ | أونو اكس برو سايكلنج تيم ‏ | + 1 د 18 ث     |                |
| 8                     | توماس بسنتي ‏                | JCL Team Ukyo ‏            | + 1 د 49 ث     |                |
| 9                     | Enekoitz Azparren ‏          | أوسكالتيل أوسكادي ‏        | + 1 د 49 ث     |                |
| 10                    | Edoardo Zambanini ‏          | Bahrain Victorious        | + 1 د 55 ث     |                |
|                       |                             |                           |                |                |
| مصدر: ProCyclingStats |                             |                           |                |                |

## وصلات خارجية
- الموقع الرسمي
- لمحة عن سباق طواف السعودية 2024 على موقع  ProCyclingStats   (برو  سايكلنج  ستاتس) - إحصاءات  محترفي  الدراجات.
- طواف السعودية 2024 على موقع إحصائيات الدراجات الإحترافية (الإنجليزية)